# مريرة (المضاربة والعارة)

تعديل مصدري - تعديل

مريرة هي إحدى قرى عزلة العارة بمديرية المضاربة والعارة التابعة لمحافظة لحج في اليمن، بلغ تعداد سكانها 97 نسمة حسب تعداد اليمن لعام 2004.